# آندره‌آ گیورگی
آندره‌آ گیورگی (ایتالیایی: Andrea Ghiurghi؛ زادهٔ ۱۵ دسامبر ۱۹۶۶) بازیکن والیبال ساحلی اهل ایتالیا بود. وی در بازی‌های المپیک تابستانی ۱۹۹۶ شرکت کرده‌است.